# Tomas Haake
Tomas Haake, född 13 juli 1971 i Örnsköldsvik, är en svensk trumslagare och låtskrivare i det progressiva extrem metal-bandet Meshuggah. Han är känd för sina tekniska förmågor. År 2012 valdes Haake till den 5:e bästa Modern Metal-trummisen av MetalSucks.net. I juli 2008-utgåvan av Modern Drummer-tidningen valdes Haake till den ledande trummisen i kategorin "Metal" i tidningen Readers Poll.
Haake skriver majoriteten av Meshuggahs texter och bidrar också med recitativ på flera låtar.
2016 valdes Tomas Haake in i topp 100 bästa trumslagare genom tiderna av Rolling Stone.

## Diskografi (urval)
Studioalbum med Meshuggah
- 1991 – Contradictions Collapse
- 1995 – Destroy Erase Improve
- 1998 – Chaosphere
- 2002 – Nothing
- 2005 – Catch 33
- 2008 – obZen
- 2012 – Koloss
- 2016 – The Violent Sleep of Reason